# Francisco Carmona Camón
Francisco Carmona Camón (Sevilla, 8 de septiembre de 1879-Madrid, 17 de febrero de 1948), fue un médico urólogo español. Presidente de la Organización Médica Colegial de España.

## Biografía
El Dr. Carmona Camón nació en Sevilla el 8 de septiembre de 1879. Tras obtener su licenciatura en Medicina en 1903, ganó por oposición una plaza de interno en los Hospitales Provincial (en el edificio que en 1986 se convirtió en el Museo Reina Sofía), y de San Juan de Dios de Madrid, que actualmente forman parte del Hospital General Universitario Gregorio Marañón.
Especialista en "vías urinarias", luego de ganar unas oposiciones a médico de la Beneficencia Municipal de Madrid, destinado en una Casa de Socorro, fue urólogo de uno de los Dispensario de la Cruz Roja. También desempeñó el cargo de Inspector Médico del Cuerpo de Correos.
Fue Presidente del Colegio de Médicos de Madrid desde 1926 hasta 1927, fecha en la que dimitió. Durante 1927 ocupó la presidencia de la Federación Nacional de Colegios Médicos de España; en ese mismo año fue designado miembro del Real Consejo de Sanidad, cesando en 1928.
Falleció en Madrid, el 17 de febrero de 1948.

## Publicaciones

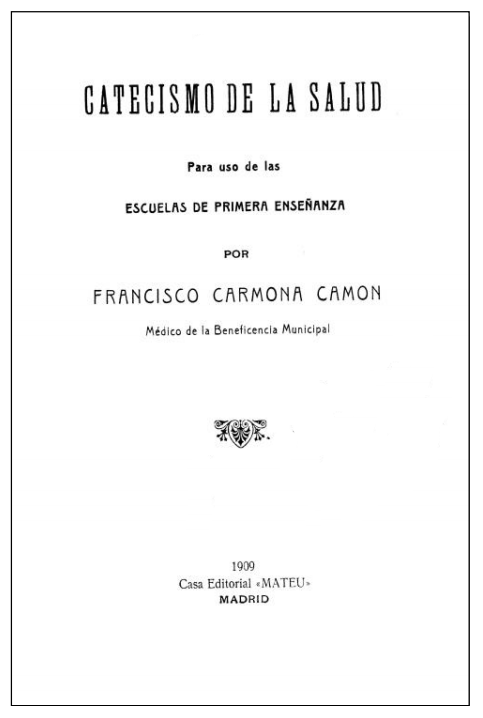
Catecismo de la salud (1909).

- “Catecismo de la salud” (1909) para uso de las escuelas de primera enseñanza.[8]
- Anestesia local en cirugía urológica
- Concepto de la pielonefritis.
- La socialización de la Medicina.